# Josh Dylan
Josh Dylan (* 19. ledna 1994 Londýn) je britský herec. Proslavil se rolemi kapitána Adama Huntera ve filmu Spojenci a mladého Billa ve filmovém muzikálu Mamma Mia! Here We Go Again.

## Životopis
Studoval na konzervatoři Guildhall School of Music and Drama v Londýně. V roce 2017 se objevil v divadelní hře Williama Somerseta Maughama, Sheppey. Tato hra se uváděla v Orange Tree Theatre a režíroval ji Paul Miller. Dylan za svůj výkon získal v roce 2017 divadelní cenu Off West End Award v kategorii nejlepší herec ve vedlejší roli.
Jeho první filmovou rolí byl kapitán Adam Hunter v thrilleru Spojenci, kde se v hlavních rolích objevili Marion Cotillard a Brad Pitt. V roce 2018 ztělesnil mladší verzi Billa ve filmovém muzikálu Mamma Mia! Here We Go Again, starší verzi této postavy si zahrál Stellan Skarsgård. Ve stejném roce se objevil v malé roli v mysteriózním dramatu The Little Stranger, natočeném podle stejnojmenné knihy od Sarah Waters. V roce 2020 ztvárnil Juda MacGregora v seriálu Kruhy + Kříže, vysílaném na BBC.

## Filmografie

### Film
| Rok  | Název                       | Role                |
| ---- | --------------------------- | ------------------- |
| 2016 | Spojenci                    | kapitán Adam Hunter |
| 2018 | Mamma Mia! Here We Go Again | mladý Bill          |
| 2018 | The Little Stranger         | Bland               |

### Televize
| Rok  | Název                        | Role           |
| ---- | ---------------------------- | -------------- |
| 2019 | The End of the F***ing World | Todd Alan King |
| 2020 | Kruhy + Kříže                | Jude McGregor  |